# Harlington (Bedfordshire)
Harlington – wieś w Anglii, w hrabstwie ceremonialnym Bedfordshire, w dystrykcie (unitary authority) Central Bedfordshire. Leży 20 km na południe od centrum miasta Bedford i 57 km na północny zachód od centrum Londynu. W 2004 miejscowość liczyła 2 260 mieszkańców.